# تشارلز ألستون
تشارلز هنري ألستون (بالإنجليزية: Charles Alston)‏ (28 نوفمبر 1907 – 27 أبريل 1977) فنان، ونحات، ورسام توضيحي، ورسام لوحات جدارية، ومعلم أمريكي عاش وامتهن حرفته في حي هارلم بمدينة نيويورك. كان ألستون ناشطًا بارزًا في حركة نهضة هارلم، وكان أول أمريكي أفريقي يشرف على برنامج الفن الفيدرالي التابع لإدارة تقدم الأعمال. صمم ألستون لوحات جدارية في مستشفى هارلم ومبنى شركة غولدن ستات للتأمين على الحياة. في عام 1990، نحت ألستون تمثالًا نصفيًا لمارتن لوثر كينغ الابن، ووُضع في البيت الأبيض ليكون أول تمثال لأمريكي أفريقي في البيت الأبيض.

## الحياة الشخصية

### بداية حياته
وُلد تشالرز هنري ألستون في 28 نوفمبر 1907 في تشالروت، كارولاينا الشمالية للكاهن بريموس بريس ألستون وأنا إليزابيث (ميلر) ألستون، وهو أصغر ابن من بين إخوته الخمسة. لم ينجُ من أطفال آل ألستون سوى ثلاثة: تشالرز، وأخته الكبرى روسمانير، وأخوه الأكبر ويندل. وُلد أبوه عبدًا في عام 1851 في بيتسبورو، كارولاينا الشمالية. وعقب الحرب الأهلية، تلقى تعليمه وتخرج في كلية القديس أوغسطينوس في تشالروت. وبعدها أضحى كاهنًا بارزًا، وأسس كنيسة سانت مايكل الأسقفية التي كان يصلي فيها الأمريكيون الأفارقة. وُصف ألستون الأب بأنه رجل يُبدي الولاء لعرقه، إذ أنه كرس حياته ومهاراته في تعزيز العرق الأسود. قابل الكاهن ألستون زوجته عندما كانت طالبة في مدرسته. أطلق أستون الأب اسم «سبينكي» على ابنه تشالرز، واحتفظ تشالرز بهذا الاسم حتى بعد بلوغه سن الرشد. تُوفي والد تشالرز وهو بعمر الثالثة في عام 1910 من نزيف دماغي مفاجئ. شبه السكان المحليون الكاهن ألستون ببوكر تي واشنطن.
في عام 1913 تزوجت أنا ألستون بهاري بيردن، عم رومار بيردن، وأضحى تشالرز ورومار قريبين بعد الزواج. عاشت أسرتا بيردن وألستون بالقرب من بعضهما في الجهة المقابلة للشارع، وصمدت أواصر الصداقة بين تشالرز ورومار لمدى الحياة. استلهم تشالرز الصغير أفكاره من لوحات أخيه الأكبر التي رسم فيها القطارات والسيارات. لعب تشالرز الصغير كذلك بالصلصال، وصنع منه نحتًا لولاية كارولاينا الشمالية. استحضر تشالرز ذكريات طفولته قائلًا: «كنت أجلب دلوًا من الصلصال وأفرغه في مصفاة، ثم أصنع أشياء عديدة منه. كانت تلك أول تجربة فنية خضتها على ما أذكر». برعت والدته في التطريز، وشرعت في الرسم بعمر الخامسة والسبعين. برع والده في الرسم كذلك، حتى أنه تودد لزوجته أنّا بالرسومات الصغيرة التي أرفقها في خطاباته.
في عام 1915 انتقلت عائلتا بيردن وألستون إلى نيويورك كما فعلت العديد من الأسر الأمريكية الأفريقية خلال الهجرة الكبرى. ترك هاري بيردن منزله أولًا قبل زوجته وأطفالها حتى يجد عملًا. عُين هاري مشرفًا على المصاعد وطاقم عمل كشك الجرائد في فندق بيرتون في الجانب الغربي الشمالي لمانهاتن. عاشت تلك العائلة في هارلم واحتلت مكانة لها في الطبقة الوسطى. حاقت بسكان حي هارلم ضائقة اقتصادية جسيمة في فترة الكساد الكبير. عبر تشالرز عن «الصلابة الرواقية» التي أظهرها مجتمع هارلم في لوحاته. لُوحظت موهبة تشالرز الفنية في المدرسة العامة رقم 179 في مانهاتن، وطُلب منه رسم جميع مُلصقات المدرسة خلال السنوات التي قضاها هناك.
أنجب هاري وأنا بيردن طفلة لهما، وسمياها أيدا سي. بيردن (1917–2007). وفي 9 يونيو 1943 تزوجت أيدا بالأوبرالي ذي الصوت الجهوريّ، لورنس وينترز.

## وصلات خارجية
- الموقع الرسمي